# John Martin (Politiker, 1833)

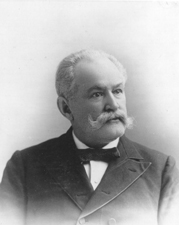
John Martin

John Martin (* 12. November 1833 bei Hartsville, Trousdale County, Tennessee; † 3. September 1913 in Topeka, Kansas) war ein US-amerikanischer Politiker (Demokratische Partei), der den Bundesstaat Kansas im US-Senat vertrat.

## Leben
John Martin besuchte die öffentlichen Schulen seines Heimatortes und arbeitete danach als Angestellter in Geschäften sowie im Postamt. 1855 zog er nach Tecumseh im Kansas-Territorium, wo er zum stellvertretenden Sekretär (Assistant clerk) des territorialen Repräsentantenhauses gewählt wurde. Von 1855 bis 1857 arbeitete er in der Verwaltung und im Grundbuchamt des Shawnee County. Nach einem Studium der Rechtswissenschaften wurde Martin 1856 in die Anwaltskammer aufgenommen und begann als Jurist in Tecumseh zu praktizieren; im folgenden Jahr wurde er dort Friedensrichter.
In den folgenden Jahren übernahm John Martin zahlreiche weitere Ämter auf kommunaler und territorialer Ebene. Er war Staatsanwalt des Shawnee County (1858 bis 1860), Postmeister von Tecumseh (1858 bis 1859), stellvertretender Bundesstaatsanwalt für Kansas (1859 bis 1861) und Gerichtsschreiber am Supreme Court von Kansas (1860). 1861 zog er nach Topeka weiter, wo er sich wieder als Rechtsanwalt betätigte.

## Politik
John Martins politische Laufbahn begann mit der Mitgliedschaft im Repräsentantenhaus von Kansas zwischen 1871 und 1875. Im Jahr 1876 bewarb er sich erfolglos um das Amt des Gouverneurs; auch bei der Wahl zum US-Senator für Kansas unterlag er 1877 zunächst dem Republikaner Preston B. Plumb. Nach einer Amtszeit als Bezirksrichter zwischen 1883 und 1885 folgte eine weitere Niederlage bei seiner Kandidatur für das US-Repräsentantenhaus. 1888 verlor er schließlich zum zweiten Mal die Gouverneurswahl.
Nach dem Tod von Senator Plumb am 20. Dezember 1891 trat Martin im folgenden Jahr zur Nachwahl um dessen Mandat an; kommissarisch hatte Bishop W. Perkins die Nachfolge angetreten. Diesmal war er siegreich und zog am 4. März 1893 in den Kongress ein. Während seiner zweijährigen Amtszeit war er unter anderem Vorsitzender des Eisenbahnausschusses. Nach seiner Zeit im Senat war Martin von 1897 bis 1899 noch als Justizangestellter am Supreme Court von Kansas beschäftigt. Er verstarb 1913 in Topeka.